# Супермен: Брейниак атакует
Супермен: Брейниак атакует — мультипликационный фильм, предназначенный для домашнего просмотра. Премьера фильма состоялась 17 июня 2006 года.

## Сюжет
Лекс Лютор объявляет о создании защитного оружия, применив которое человечество не будет нуждаться в услугах Супермена. Брейниак уворачивается от этого оружия, прибывает на Землю и в виде робота вламывается в лабораторию Лекса Лютора. Получив знания и доступ к оружию Лютора, Брейниак сражается с Суперменом и проигрывает бой. Прибывшая на место схватки Лоис Лейн, едва не погибает, в очередной раз спасённая Суперменом.
Лекс Лютор забирает плату с памятью Брейниака и, используя частицу криптонита и ДНК Кларка Кента, создаёт на их основе робота-охотника за Суперменом.
Кларк Кент влюблён в Лоис Лейн и переживает, что та отдала своё сердце Супермену. Он решает открыться девушке в ресторане, но Брейниак находит его. Сражаясь с роботом, Супермен терпит поражение, а Лоис Лейн получает смертельное заражение крови. Чтобы спасти возлюбленную, Супермен отправляется в Фантомную Зону и достаёт антидот.
Тем временем Лекс Лютор объявляет о поражении Супермена и пытается внутри робота дать отпор прибывшему в Метрополис Брейниаку. Полагая, что имеет власть над инопланетным супермозгом, Лекс Лютор обнаруживает, что Брейниак давно не в его власти и он бессилен победить его. Вернувшийся из Фантомной зоны Супермен, побеждает Брейниака и излечивает Лоис Лейн. Кларк Кент, наконец-то, открывается своей возлюбленной.

## Роли озвучивали
- Кларк Кент/Супермен — Тим Дейли
- Лекс Лютор — Пауэрс Бут
- Брейниак — Лэнс Хенриксен
- Лоис Лейн — Дана Дилейни